# Johann-Vanotti-Gymnasium Ehingen
Das staatliche Johann-Vanotti-Gymnasium Ehingen liegt im baden-württembergischen Ehingen (Donau) und wird von etwa 900 Schülern besucht.

## Geschichte
Die erste Epoche der Geschichte beginnt mit der benediktinischen Gründung im Jahr 1686 und dauerte bis 1802/1803. Während dieser Zeit stand die Schule unter kirchlicher Aufsicht. In der Phase von 1803 bis 1825 war das Gymnasium ständig gefährdet und war teilweise nahe daran, aufgelöst zu werden. Seit 1825 steht die Schule unter staatlicher Aufsicht. Allerdings war das Gymnasium bis in die 1960er-Jahre durch das katholische Gymnasialkonvikt geprägt, deshalb waren bis 1934 der Schulleiter und ein erheblicher Teil der Lehrer Geistliche.
Am 18. Oktober 2007 beschloss der Gemeinderat der Stadt Ehingen, der Schule den Namen Johann-Vanotti-Gymnasium zu geben, nach dem Theologen und Lehrer Johann Nepomuk Vanotti.

## Kooperation
Das Gymnasium Ehingen arbeitet eng mit dem Theologischen Vorseminar Ambrosianum Tübingen und dem bischöflichen Kolleg St. Josef zusammen. Darüber hinaus besteht eine enge Partnerschaft mit der Nanjing Foreign Language School im Osten der Volksrepublik China. Schüler der Nanjing Foreign Language School nehmen gegenwärtig am regulären Unterricht der Oberstufe teil und wohnen im Kolleg St. Josef.

## Persönlichkeiten
- Moritz von Aberle, Theologe
- Tilmann Beller,  Theologe und Schönstattpater
- Josef Beyerle, Justizminister (1946–1951) und Stellvertretender Ministerpräsident (1949–1951) von Württemberg-Baden
- Michel Buck, Heimatdichter
- Johannes Bumüller, Schriftsteller
- Max Caspar, Astronomiehistoriker
- Matthias Dannenmayer, katholischer Kirchenhistoriker
- Stephan von Dassel, Bezirksbürgermeister von Berlin-Mitte
- Draginja Dorpat, Schriftstellerin
- Hans Eisele, Diplomat, Journalist, Schriftsteller (1876–1957)
- Andreas Eschbach, Schriftsteller
- Isnard Wilhelm Frank, katholischer Kirchenhistoriker
- Georg von Freyberg-Eisenberg, Mitglied des Bayerischen Landtags (1970–1982)
- Philipp Funk, Historiker und Publizist
- Josef Rupert Geiselmann, Theologe
- Michael Glocker, Chemiker und Biomediziner
- Franz Gog, Vizepräsident des Landtags von Baden-Württemberg (1964–1968)
- Heinrich Günter, Historiker des deutschen Mittelalters
- Michael Guggemos, Juso-Bundesvorsitzender (1986–1988)
- Anton Hauber, Historiker und Orientalist
- Stephan Hayd, Benediktiner, Professor und Superior an der Schule
- Joseph Hehle, Heimatforscher
- Karl Joseph von Hefele, Bischof von Rottenburg (1869–1893)
- August Herold, bedeutender Rebenzüchter
- Theodor Hofmann, Mitglied des Reichstags (1896–1907)
- Anton Huber, Landrat des Landkreises Aalen (1946–1970) und Mitglied des Landtags von Baden-Württemberg (1952–1972)
- Walter Kasper, Kurienkardinal, Bischof von Rottenburg-Stuttgart (1989–1999)
- Christoph Klein, pädiatrischer Onkologe, Leibnizpreisträger 2010
- Hermann Georg Knapp, Mundartdichter, Journalist und Privatgelehrter.
- Max Kottmann (1867–1948), Generalvikar
- Bernhard Krieg, Priester, Konviktsvorsteher, Rektor des Gymnasiums Ehingen
- Wolfgang Lackerschmid, Jazzmusiker und Komponist
- Carl Joseph Leiprecht, Bischof von Rottenburg (1949–1974)
- Josef von Lipp, Bischof von Rottenburg (1847–1869)
- Andreas Locher, Oberamtmann, Verwaltungsbeamter
- Wendelin Mack, Oberstudienrat in Freudenstadt und Rektor des Kreisgymnasiums Riedlingen (1908–1998)
- Gustav von Mandry, Jurist und Politiker
- Sven van Meegen, Theologe, Sozialwissenschaftler, Geistlicher und Hochschullehrer
- Christian Meisner, Mitglied der Deutschen Nationalversammlung 1919
- Oswald Metzger, Politiker
- Konrad Miller, Theologe, Naturwissenschaftler und Kartographiehistoriker
- Max Miller, Historiker, Archivar und römisch-katholischer Prälat
- Karl-Heinz Ott, Schriftsteller
- Meinrad Ott, katholischer Geistlicher, Klassischer Philologe und Rektor des Gymnasiums von 1874 bis 1878
- Albert Pfitzer, Direktor des Bundesrates (1951–1978)
- Benedikt Alois Pflanz (1797–1844), deutscher Geistlicher, Theologe, Gymnasiallehrer und Politiker
- Ferdinand Probst, katholischer Theologe, Rektor der Friedrich-Wilhelms-Universität Breslau
- Josef Probst, Geistlicher und Geologe
- Rudolf Probst, Politiker
- Bernhard Rieger, Weihbischof der Diözese Rottenburg-Stuttgart
- Hans Rommel, Heimatforscher
- Johann Kaspar Ruef, Jurist und Bibliothekar.
- Johannes Scherr, Kulturhistoriker und Schriftsteller
- Josef Schlick,  Anglist, Sprachwissenschaftler und Mathematiker
- Bruno Schmid, Theologe
- Karl Joseph von Schmid, Mitglied des Reichstags (1871–1879) und Innenminister von Württemberg (1887–1893)
- Leopold Schmid (1808–1869), Theologe und Philosoph, Schüler von 1823 bis 1827
- Johann Evangelist Schöttle, Pfarrer und Heimatforscher
- Anselm Schott, Benediktinerpater, Herausgeber des Messbuchs für Laien
- Hermann Schwörer, Unternehmer und Mitglied des Bundestages (1958–1994)
- Edith Schreiner, Oberbürgermeisterin von Offenburg (Seit 2003)
- Gregor Sorger, Pfarrer und Benediktinermönch
- Joannes Baptista Sproll, Bischof von Rottenburg (1927–1949) und NS-Gegner
- Ludwig Stemmer, Arzt und Priester
- Wilhelm Traub, Kunstmaler
- Joseph Utz, Mitglied des Reichstags (1881–1887)
- Johann Nepomuk Vanotti (1777–1847), Theologe und Lehrer
- Otto Volk (1892–1989), Mathematiker, Astronom und Mäzen
- Rudolf Volz, Mathematiker und Autor für Musiktheater
- Franz Weiß, Pfarrer und Widerstandskämpfer gegen den Nationalsozialismus
- Franz Weiß, Mitglied des Bundestags (1949–1953) und Landwirtschaftsminister von Württemberg-Hohenzollern (1946–1952)
- Konrad Weiß, Dichter
- Hermann Weller, Indologe und Latinist
- Heinz Wiese, Mitglied des Bundestags (1998–2002 und seit 2013)
- Franz Josef Wittemann, Staatspräsident von Baden (1930–1931)
- Patrizius Wittmann, Theologe und Historiker
- Theodor Zeller, Maler und Graphiker
- Gregor Thomas Ziegler, Bischof von Tarnów (1822–1827) und von Linz (1827–1852)